# Manja (district)
Manja is een district van Madagaskar in de regio Menabe. Het district telt 71.231 inwoners (2011) en heeft een oppervlakte van 8.725 km², verdeeld over 6 gemeentes. De hoofdplaats is Manja.